# Voalavo antsahabensis
Espèce
Statut de conservation UICN

 EN B1ab(iii) : En danger
Voalavo antsahabensis est une espèce de rongeurs endémique de Madagascar.

## Répartition et habitat

Comme toutes les espèces de la sous-famille Nesomyinae, cette espèce est endémique de Madagascar. Elle est présente dans le centre-est de l'île, entre 1 250 et 1 425 m d'altitude. Elle n'a été observée qu'en forêt tropicale humide de montagne.

## Publication originale
- (en) Steven M. Goodman, Daniel Rakotondravony, Hary N. Randriamanantsoa et Marlène Rakotomalala-Razanahoera, « A new species of rodent from the montane forest of central eastern Madagascar (Muridae: Nesomyinae: Voalavo) », Proceedings of the Biological Society of Washington, Washington, Biological Society of Washington (d), vol. 118, no 4,‎ décembre 2005, p. 863-873 (ISSN 0006-324X et 1943-6327, OCLC 1536434, DOI 10.2988/0006-324X(2005)118[863:ANSORF]2.0.CO;2).